# Clã Enya
O Clã Enya era um antigo Clã do Japão que tem suas origens no Clã Sasaki (Ōmi Genji)

## História
Sasaki Yoshikiyo foi shugo das Províncias de Oki e Izumo entre 1221 e 1233. Seu segundo filho Yasukiyo foi shugo destas províncias entre 1248 e 1278. O primeiro filho de Yasukiyo,  Yoriyasu estabeleceu-se no Castelo Oba na aldeia de Enya na região de Mikado em Izumo e criou o Clã Enya. Após a morte do pai herdou a posição de Shugo de Izumo entre 1284 e 1288.
Ainda durante o Período Kamakura,  em 1333, Enya Takasada era o Shugo de Izumo quando o Imperador Go-Daigo iniciou o movimento que daria lugar à Restauração Kemmu. Neste movimento acaba engrossando o movimento de seu parente Sasaki Takauji, líder do Clã Kyōgoku em apoiar Ashikaga Takauji a instituir o Shogunato Ashikaga . Isso fez com que seu clã galgasse muitas posições importantes na administração Ashikaga. 
Numa ocasião Ko no Moronao adjunto do Shogun Takauji levantou uma falta suspeita de rebelião contra Takasada. Alertados o clã tenta fugir para Izumo, mas foi constituída uma  expedição punitiva que acabou por levar ao fim toda a linhagem de Takasada. Mas Enya Tokitsuna, seu irmão mais novo sobreviveu e ficou sob a proteção dos Clãs Kyōgoku e Yamana em Izumo. Kyōgoku Masatsune foi nomeado Shugo de Izumo por Takauji e substituído por Enya Kamonkai .

### Ramo Tajima Enya
Enya Michikiyo quarto filho de Suo Mamorunoko se fixou na Província de Tajima formando o Ramo Tajima do Clã Enya.

## Genealogia
```
                               
Uda Genji

                                  ┃
                         
Clã Sasaki
(
Ōmi Genji
)
                                  ┃
                               
Izumo Genji

                                  ┃
                             
Sasaki Yasukiyo

                                  ┃
                              
Enya Yoriyasu
 
                                  ┃
                              
Enya Sadakiyo
 
                                  ┣━━━━━━━━━━┓
                              
Enya Takasada
      
Enya Tokitsuna
```